# Pustelnia Naszej Matki Bożej w Zamkniętym Ogrodzie

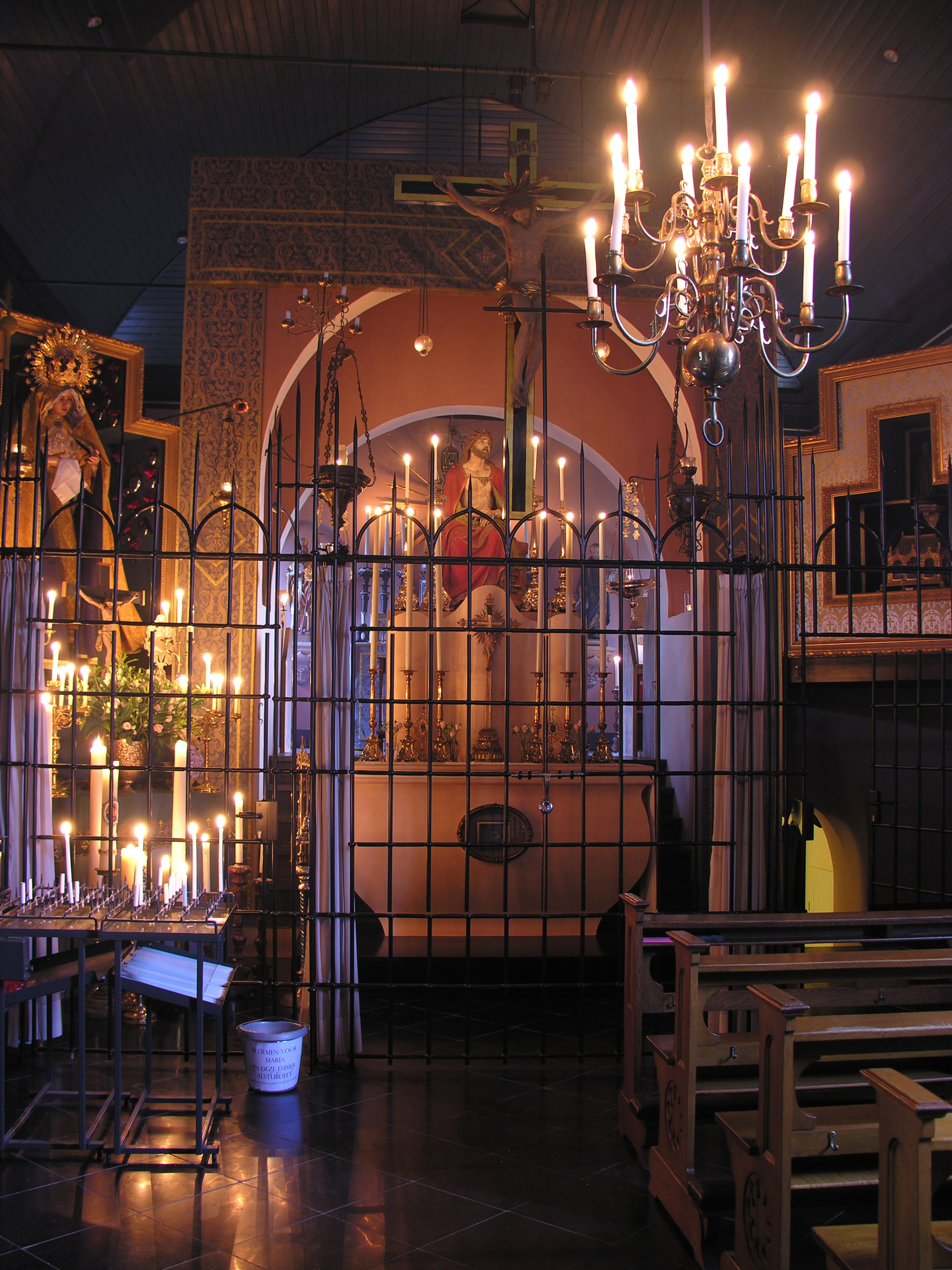
Pustelnia w Warfhuizen

Pustelnia Naszej Matki Bożej w Zamkniętym Ogrodzie (holend. Kluizenarij Onze Lieve Vrouwe van de Besloten Tuin) – najmłodsza rzymskokatolicka pustelnia w Holandii, jedyna obecnie zamieszkana przez pustelnika. Powstała w 2001 roku w byłym kościele parafialnym w Warfhuizen, w prowincji Groningen. Po umieszczeniu figury w kaplicy Matki Bożej Płaczącej z Warfhuizen, kościół stał się ważnym centrum pielgrzymek w północnej Holandii.

## Historia
Pustelnia w Warfhuizen opiera się na tradycji limburskich i brabanckich pustelników, która powstała w czasie kontrreformacji. W przeciwieństwie do większości pustelni w innych krajach, pustelnie holenderskie miały publiczne kaplice, które odgrywały znaczącą role w religijności miejscowej ludności. Ostatni brat-pustelnik należący do tej tradycji zmarł w 1930 w pustelni w Schaelsberg.
Po stopniowym spadku od lat 1880, liczba pustelników rzymskokatolickich w Europie zaczęła ponownie wzrastać dopiero pod koniec XX wieku. Renesans ruchu pustelniczego w Holandii był wolniejszy niż w innych krajach. Po roku 1930 nie było nowych pustelników, choć w zakonach żyli mnisi-eremici. Stare pustelnie były puste i w dużej mierze zniknęły, co było bolesne dla niektórych wierzących.
W 2001 pusty kościół Hogelandster we wsi Warfhuizen został odzyskany przez katolików i przy wieży kościelnej powstała prosta pustelnia, w której zamieszkał eremita (brat Hugo, uczeń Gabriela Bunge). Pozostała część budynku służy jako kaplica. Pustelnik należy do diecezji Groningen-Leeuwarden i złożył śluby na ręce biskupa tej diecezji.
Po Soborze Watykańskim II zaczęły funkcjonować nowe przepisy dotyczące działalności pustelników. Opisane w Kodeksie Prawa Kanonicznego (Kan. 603) formy praktyki dla pustelników są bardziej surowe niż te stosowane w Holandii wcześniej. W pustelni w Warfhuizen jest zamknięta klauzura, w której pustelnik modli się i pracuje, widoczna z kościoła przez ażurowe ogrodzenie.

## Liturgia i tradycje

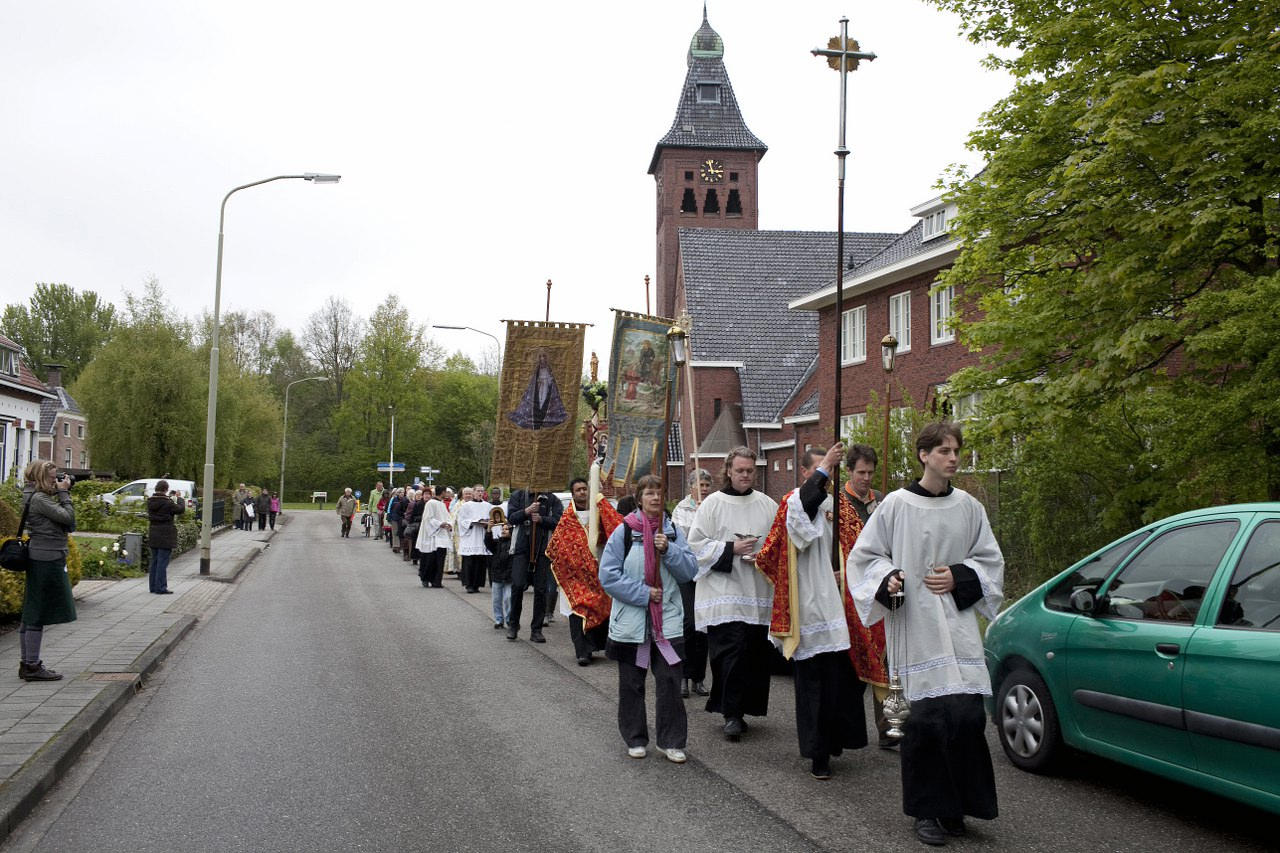
Procesja idzie z Wehe-den Hoorn do Warfhuizen

W Warfhuizen, podobnie jak w klasztorach kontemplacyjnych, obowiązuje liturgia godzin. Na zachodzie najczęściej są modlitwy na podstawie Św. Benedykta. Brat pustelnik z Warfhuizen przeszedł w 2009 na liturgię Św. Jana Kasjana z V wieku. System Kasjana opierał się na korzystaniu z wzorców życia pustelników na pustyni w Egipcie, zwanych ojcami pustyni. Zamiast ośmiu krótkich psalmów liturgicznych Benedykta, Kasjan napisał dwa długie, jeden na początek i jeden na koniec nocy. Psalmy te śpiewane są po łacinie. W innych liturgiach godzin nie ma psalmów tylko są ciche modlitwy Jezusa.
Dzisiejsza liturgia w Warfhuizen, oparta na krótszej liturgii Św. Benedykta, różni się znacznie od dawniejszej liturgii pustelników holenderskich, choć widoczne są wpływy tradycji limburskiej, m.in. pochodzące z pobożności ludowej, jak głośno odmawiana modlitwa różańcowa i litanie śpiewane w różnych porach dnia. Oprócz starych tradycji południowych pustelników, w liturgii widać też inne wpływy: ochotnicy Rosyjskiej Cerkwi doprowadzili do tego, że wieczorem jest śpiewana modlitwa Jezusa w języku greckim. Wpływ tradycji kartuzów widoczny jest w używaniu dialektu gregoriańskiego.
Wyposażenie kościoła zdradza XVII-wieczne elementy baroku. Relikwia Św. Gerlacha Houthema znajduje się w nastawie ołtarzowej po prawej stronie głównego ołtarza, natomiast relikwie Św. Antoniego Opata przy ołtarzu Świętego Krzyża. W maju 2009 zostało wyznaczone miejsce w pustelni w Warfhuizen przez biskupa z Groningen-Leeuwarden jako miejsce Adoracji Najświętszego Sakramentu.

## Warfhuizen jako sanktuarium maryjne

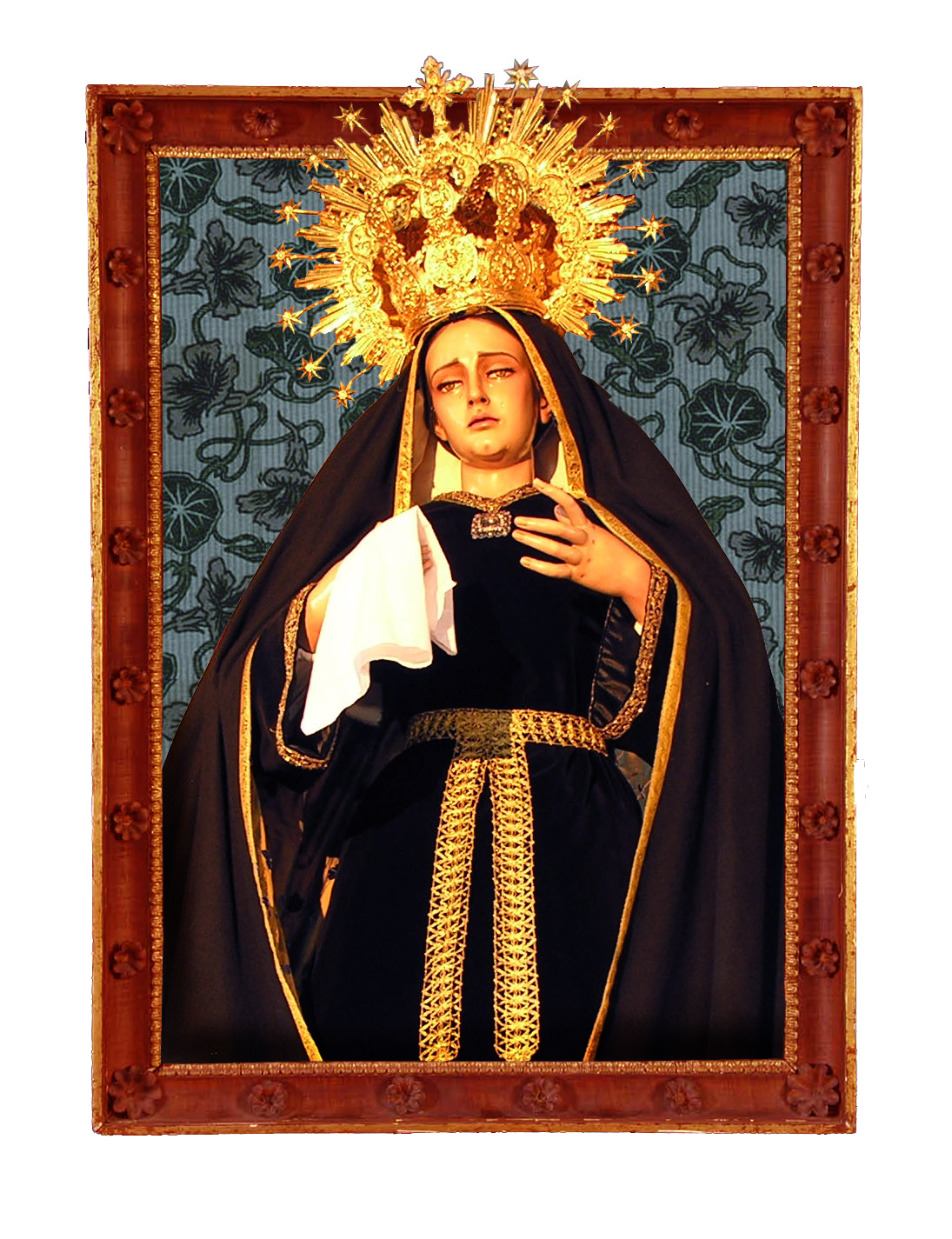
Płacząca Matka w Warfhuizen

Większość pielgrzymów przychodzi do kościoła w szczególności dla Kultu Maryi. W 2003 w kaplicy została umieszczona naturalnej wielkości hiszpańska figura procesyjna znana jako Matka Boska Płacząca z Warfhuizen. Posąg ten jest wielką atrakcją dla wiernych z kraju i zagranicy, zaś kaplica stała się miejscem pielgrzymek.

## Literatura
- Kluis-en Bedevaartkapel Warfhuizen. Kleine Kunstführer Nr. 2717. Schnell & Steiner, Regensburg 2008, ISBN 978-3-7954-6797-5.
- Strona internetowa o pustelni i świątyni (niderl.)